# 2019冠狀病毒病臺灣疫情時間線 (2021年)
本條目解說2019冠狀病毒病（COVID-19）疫情於2021年在中華民國自由地區（臺澎金馬）的情況。
2021年度累積：確診數16230例（本土14544例、境外1671例、航空器1例、調查中14例）、空號111例、843死亡。

## 年初
自2021年1月1日起，航空公司即須開始實施修正版「國籍航空公司實施機組人員防疫健康管控措施作業原則」，其內容要求航空公司強化外站管制、機上全程防護、持續派飛管理及查核機制下（長程航班或入境他國的機組員，返國後必須完成7天居家檢疫，且安排採檢陰性後，方可進入社區，且第8天至第14天還應遵循加強版自主健康管理 （页面存档备份，存于））。民航局及航空公司則將透過查核機制進行稽查。1月1日起，限縮非中華民國籍人士入境及檢疫規定，並自1月15日零時起強化入境旅客檢疫措施。

## 部桃群聚感染事件
2021年1月11日，指揮中心下午接獲衛生福利部桃園醫院通報疑似有醫護人員染疫，隨即安排疾管署防疫醫師、同仁至該院進行調查，同時由專家諮詢小組張上淳召集人到場指導；另分別於11日晚間及12日召開會議，針對疫情及防治作為進行討論，採取多個措施。於12日公布兩名本土感染的醫護人員案例。
1月12日（案813）確認為南非變異病毒株感染者，因此自14日零時起（抵臺時間），14天內曾有南非或史瓦帝尼旅遊史（含在當地轉機）之旅客，將比照自英國入境或14天內具英國旅遊史者，入境後一律入住集中檢疫所且採檢，並於檢疫期滿前再次採檢，檢驗結果陰性後，返家接續完成7天自主健康管理，旅客不需支付集中檢疫場所費用。為因應衛生福利部桃園醫院醫護人員群聚感染事件，指揮中心首次在桃園醫院成立前進指揮所，由醫療應變組副組長王必勝醫師擔任指揮官，正式啟動防治作為。
1月13日，因國際疫情仍嚴峻，全球旅遊疫情建議維持第三級，台灣人應避免所有非必要的出國旅遊。
1月15日，加強入境者之居家檢疫措施，入境旅客除須依原規定檢附登機前3日內檢驗報告外，亦須提供檢疫居所證明（以集中檢疫或防疫旅宿為原則，若選擇居家檢疫者，則須1人1戶且經切結）。入境檢疫措施將視疫情及執行狀況，適時滾動調整。
1月20日，因應台灣醫院發生COVID-19疫情，即日起強化醫療院所門禁管制措施。
1月22日，出現首例醫師（案838）和護理師（案839）確診案例。因應部桃醫院群聚感染事件，指揮中心持續強化感染管制作為，啟動「部桃專案」。
1月24日，針對回溯1月6日至19日醫院感染事件，擴大回溯醫院相關接觸者居家隔離。
1月29日，臺灣相隔263天再度出現死亡個案。
2月1日，因應春節連假，各項防疫措施升級。高鐵、臺鐵（觀光列車除外）、公路客運、船舶（固定餐飲區域除外）、航空器（國際及兩岸航班除外）等運具內、或郵局營業區域，禁止飲食，正式實施。
2月3日，中央流行疫情指揮中心宣布，考量國際疫情持續嚴峻，為確保開學前校園環境衛生安全、完備防疫作業與環境清潔消毒，高中職以下各級學校延後到2月22日開學，7月2日為最後上課日及休業式；大專校院、樂齡及社大等機構2月22日以後開學。2月18日至21日延後開學期間，照顧12歲以下學童或國高中、五專前3年持有身心障礙證明的子女，家長1人可請防疫照顧假。大型考試時間，四技二專二技統測（5月1日至2日）及國中教育會考（5月15日至16日），考試日程不變、考試範圍配合調整，另行公告。大學指考原訂7月1日至3日，延後到7月3日至5日辦理，考試範圍不變。
2月7日，指揮中心評估部桃院內部持續感染之風險解除，前進指揮所的任務已達成，回歸原有指揮體系。自2月7日0時起取消針對該院員工及前述門急診病人健保卡之「自主健康管理」註記。
2月10日，北北桃地區所轄醫院解除門禁管制措施，重新開放陪探病。住院病人之陪病者（含照顧服務員）仍以1名為原則；訪客探視（病）每日固定1個時段，且每名住院病人每次以至多2名訪客為原則，醫院得視情形調整。
2月19日，部桃群聚感染事件正式告一段落，衛生福利部桃園醫院恢復正常營運。

## 秋冬防疫專案
2月21日，指揮中心說明，有關17日公布之（案939）境外移入COVID-19確定病例，為2020年在美國確診，並於當地經二次檢驗陰性，返臺後檢驗陽性個案（指標病例）。指揮中心20日召開專家諮詢會議，對於此類個案之接觸者匡列原則，決議如下2點： 
1. 接觸者須先採取居家隔離措施，並同時評估個案感染情形及傳染力。
2. 接觸者於居家隔離期間，若指標病例達解除隔離條件並解除隔離，經評估接觸時無傳染力，則接觸者可同時解除居家隔離，並改為自主健康管理至14天期滿。

指揮中心表示，如（案939）解除隔離並出院，匡列為居家隔離之7名接觸者，亦會依專家會議決議，改自主健康管理至14天期滿。
2月22日，指揮中心說明，由於全球COVID-19疫情嚴峻，而臺灣仍有境外移入確診個案。為降低台灣社區傳播風險，及避免造成醫療體系負擔，自2020年實施之秋冬防疫專案（2020年12月1日至2021年2月28日止）將調整並持續執行，請民眾及醫療院所配合。
1. 邊境檢疫：所有入境及允許轉機旅客登機前須附3日內COVID-19核酸檢驗報告。
2. 社區防疫：持續實施出入八大類場所應佩戴口罩，經勸導不聽者依法開罰。
3. 醫療應變：加強通報採檢，持續監測指標[22]。

2月24日，指揮中心說明，自3月1日零時起（放寬部分境外入境管制）：
（一）.國際醫療病患可透過醫療機構檢具相關資料、文件向衛生福利部提出申請（除健康檢查、美容醫學等非急迫性醫療需求外），該部將依其醫療必要性、療程延續性及風險性等原則進行審查許可，協助海外人士來臺接受必要的醫療服務。
（二）.恢復（低/中低風險國家/地區）之可入境人士來臺從事短期商務者申請縮短居家檢疫，但申請者仍須符合「短期商務人士入境申請縮短居家檢疫作業規範」之各項申請條件：
1. 為指揮中心宣布可入境之人士。
2. 申請來臺停留天數小於3個月。
3. 來臺從事商務活動，且經在臺合法立案公司提具來臺相關證明文件之商務人士。
4. 出發地為中央流行疫情指揮中心公告之低感染風險或中低感染風險國家/地區，且登機前14天無其他國家/地區旅遊史。

- 符合前述四項申請條件之商務人士，於申請時應備妥邀請廠商提供之來臺商務履約相關証明文件資料、在臺行程表及防疫計畫，同時須準備登機前3日內採檢之COVID-19核酸檢驗陰性報告以備查驗[24]。

（三）.恢復非中華民國籍人士入境條件及桃園機場轉機作業（自啟程地時間起算），相關規定如下數點：
- 非中華民國籍人士須符合下列條件，始得入境：

1. 持有效居留證之非中華民國籍人士（含外籍、港澳及中國大陸籍人士）均得入境。
2. 無居留證之外籍人士：除觀光、一般社會訪問以外，得向外交部駐外館處申請特別入境許可。
3. 中國大陸與港澳人士：

（a.）中國大陸人士：持有居留證、人道考量及緊急協助處理（如奔喪、探視重病親屬等）、台灣人之中國大陸配偶及未成年子女、在臺居留外來人口之中國大陸籍配偶及未成年子女（隨行團聚）、經教育部許可之學生、經衛福部許可之國際醫療人員、專案許可。
（b.）港澳人士：持有居留證、人道考量及緊急協助處理（如奔喪、探視重病親屬等）、台灣人之港澳籍配偶及未成年子女、商務履約、跨國企業內部調動、經教育部許可之學生、經衛福部許可之國際醫療人員、專案許可。
- 恢復交通部所提的桃園機場開放轉機方案，旅客須搭乘同一航空集團的營運航班，且限制轉機停留時間在8小時以內；轉機旅客機上座位區隔、下機後動線分流、飲食及購物等由專人全程監護下提供服務，如有航班延遲或旅客健康狀況異常情形，也都有擬妥應變計畫。

指揮中心指出，為確保台灣防疫安全，將持續實施邊境風險嚴管，非中華民國籍人士搭機入境臺灣，或需經臺灣機場轉機者，均應出示「表定航班時間（Flight schedule time）前3日內COVID-19核酸檢驗陰性報告」後搭機來臺；入境臺灣旅客應事前安排檢疫居所（防疫旅宿或1人1戶居家檢疫），且須於「入境檢疫系統」完成線上健康申報並切結符合相關規定。入境檢疫措施將視疫情及執行狀況，適時滾動調整。
2月24日，14天內曾有巴西旅遊史（含在當地轉機）之旅客，將比照自英國、南非共和國或史瓦帝尼王國入境或14天內具上述國家旅遊史者，入境後一律入住集中檢疫所且需採檢，並於檢疫期滿前再次採檢，檢驗結果陰性後，返家接續完成7天自主健康管理，旅客不需支付集中檢疫場所費用，請旅客誠實申報14日內健康狀況及旅遊史，以確保其自身健康且共同維護台灣防疫安全。
3月1日，由於全球疫情嚴峻，而臺灣仍有境外移入確診個案。為降低台灣社區傳播風險，及避免造成醫療體系負擔，秋冬防疫專案（2020年12月1日-2021年2月28日）將調整並持續執行。考量國際疫情、台灣防疫量能及商務經貿交流等需求，恢復非中華民國籍人士入境條件及桃園機場轉機作業；恢復低/中低風險國家/地區的可入境人士來臺從事短期商務者申請縮短居家檢疫，但申請者仍須符合「短期商務人士入境申請縮短居家檢疫作業規範」之各項申請條件。考量台灣疫情穩定，且醫療量能尚有餘裕，自3月1日起，除健康檢查、美容醫學等非急迫性醫療需求外，國際醫療病患可透過醫療機構檢具相關資料、文件向衛生福利部提出申請，該部將依其醫療必要性、療程延續性及風險性等原則進行審查許可，協助海外人士來臺接受必要的醫療服務。
3月17日，恢復旅行業組團赴帛琉旅遊及接待帛琉來臺觀光團體入境。同日，疫情指揮中心表示，秋冬防疫專案繼續維持實施。提醒民眾出入醫療照護、公共運輸、生活消費、教育學習、觀展觀賽、休閒娛樂、宗教祭祀及洽公機關（構）等八大類高感染傳播風險場域，因不易與他人保持社交距離，且會近距離接觸不特定對象，請務必佩戴口罩，並應落實勤洗手、咳嗽禮節等個人衛生習慣，以降低感染風險。民眾自國外入境時，如有發燒、咳嗽等不適症狀，應主動通報檢疫人員，並配合防疫措施；入境後應落實居家檢疫，期間如出現疑似症狀，請主動聯繫衛生局或各縣市關懷中心，並依指示就醫，勿搭乘大眾運輸工具。就醫時請告知醫師旅遊史、職業別、接觸史及是否群聚(TOCC)，以供及時診斷通報。
3月19日，臺灣總確診數突破1,000例。

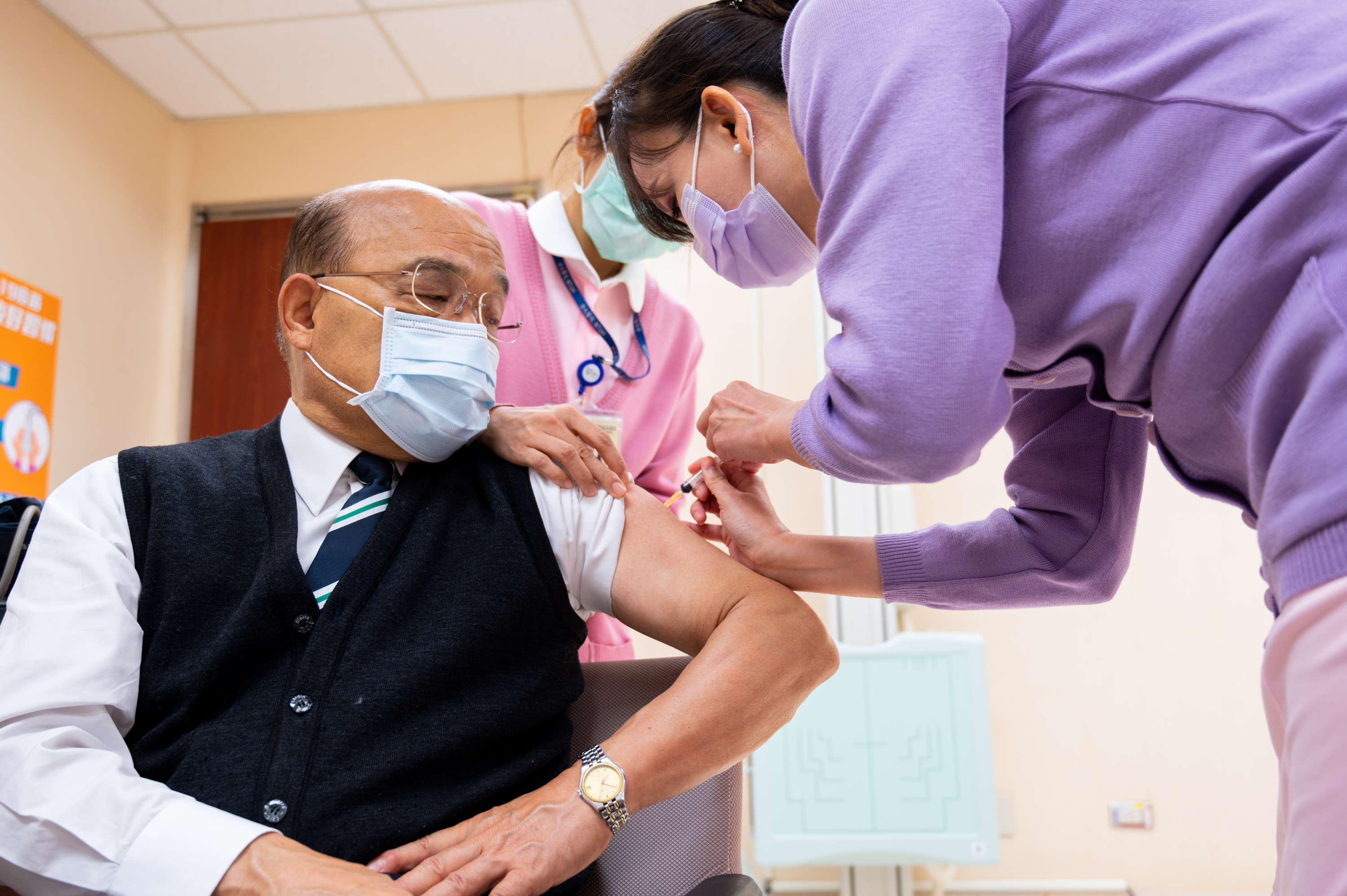
行政院長蘇貞昌於AZ疫苗在台開打首日進行施打

3月22日，牛津-阿斯利康疫苗（AZ疫苗）開打，首波提供專責病房、負壓隔離病房或負責採檢之醫事人員接種。行政院長蘇貞昌、衛福部長陳時中一大早到台大醫院率先帶頭接種疫苗。

## 華航機師與防疫旅宿群聚感染事件
2021年4月20日，華航印尼籍40多歲男性貨機機師，執行運輸業務至澳洲被檢疫確診COVID-19陽性。經輾轉通報至臺灣疫情指揮中心，中心隨即啟動個案在臺活動史調查及相關接觸者匡列採檢。4月23日，臺灣相隔121天（案771－2020年12月22日本土確診）後，再次出現本土病例（案1090），為華航貨機印尼籍機師10歲多的兒子，指揮中心啟動疫調（澳洲確診華航機師）在臺活動、接觸史。針對華航同日居檢及自主健康管理間之貨機機組員，持續進行擴大採檢。
4月24日，持續推進澳洲確診個案在臺疫調，同日新增1名回溯採檢者（案1092）。同日因應機師感染事件，疫情中心啟動「華航飛航組員全面核酸及血清採檢專案」。
4月30日，因應機場防疫旅宿員工確診事件，考量其潛在傳播風險，針對4月15日至28日間自飯店之退房機組人員數調查，並擴大居家隔離。
5月6日，指揮中心公布「華航機組員清零計畫」，自即日起執行（除檢疫時間將延長到5天，並加9天自主健康管理外，針對華航長程組員也傾向將採檢次數增為5次）。
5月10日，公布「華航機組員清零計畫」修正為2.0版。

## 第二級疫情警戒（5月11日－5月18日（雙北5月14日））
2021年5月11日，台灣新增7例本土個案，其中有6例感染源不明確。因應台灣出現感染源不明之本土病例致社區感染風險增加，為防範發生持續社區傳播，自即日起至6月8日（共計4週），提升疫情警戒至第二級，並對於個人及外出、集會活動、營業場域、大眾運輸實施相關限制措施。同日，全國醫院與長照機構，自即日起至6月8日止（共計4週），除例外情形，停止開放探病及探視，住院病人之陪病者及長照機構住民陪伴者仍為1人。
5月12日，台灣新增16例本土個案以及1例調查中COVID-19確定個案，本土確診個案創單日新高。
5月14日，台灣新增29例本土個案（校正後為30例），其中7例找不到感染源，本土確診個案創單日新高，打破前（12）日本土確診16例的紀錄。

## 第三級疫情警戒（5月19日（雙北5月15日）－7月26日）
2021年5月15日，台灣本土確診病例單日暴增180例（校正後為185例），其中有48例感染源待釐清。臺北市、新北市即日起至5月28日（共計2週）提升防疫警戒至第三級，其他縣市依舊維持二級，同時避免二、三級區域之間不必要的移動。同日，桃園市、基隆市、新竹市、新竹縣、臺南市、高雄市、宜蘭縣、臺東縣、彰化縣、雲林縣、金門縣、屏東縣、南投縣、苗栗縣也都紛紛宣布進入「準三級」狀態。
由於本土個案的大量增加導致檢疫量能不足，指揮中心對此採取「校正回归」的作法，故5月中起，連續數日的確診病例均經「校正」，以呈現相應的疫情變化。
5月16日，台灣本土確診病例單日新增206例（校正後為284例），為因應近期台灣本土疫情升溫，為利傳染病防治工作進行，指揮中心也授權各直轄市、縣（市）政府以「指揮中心記者會確診個案資料發布原則」，發布確診個案公共場所活動史。
5月17日，台灣本土確診病例單日新增333例（校正後為535例），總確診數也在當日突破2,000例。指揮中心解說「健保醫療資訊雲端查詢系統增列自主健康管理提示」運作方式，並再度提醒勿製造、轉傳虛假訊息，違者依《傳染病防治法》第63條，最高可開罰新臺幣三百萬元以下罰金，或求處三年以下有期徒刑、拘役等刑罰。在同日稍早，新北市和臺北市政府達成共識，宣布雙北高中職以下，全部停課。
5月18日，台灣本土確診病例單日新增240例（校正後為456例），確診病例新增2例死亡（案1522、案2095），本土確診案例也首次突破1,000人。在記者會中也宣布，全臺灣各級學校、幼兒園、安親班、補習班，全部停課。
5月19日，台灣本土確診病例單日新增267例（校正後為527例），從5月11日宜蘭羅東爆發遊藝場群聚感染事件後，僅9天的時間，全台COVID-19本土確診暴增1,200餘例，中央流行疫情指揮中心指揮官陳時中在記者會宣布，全台進入三級疫情警戒。同日，由行政院政務委員兼發言人羅秉成偕同政務委員唐鳳、交通部長王國材召開「簡訊實聯制」記者會，宣布政府推出「簡訊實聯制」，可廣泛應用於店家、攤商、公務機關及公共運輸等，並鼓勵尚未建置實聯系統的縣市政府能運用於其轄下管理的公共運輸上。不僅讓民眾容易上手操作，且免費、快速。「簡訊實聯制」可精準鎖定，於第一時間掌握染疫者及其接觸者的足跡，避免疫情擴散。
5月20日，台灣本土確診病例單日新增286例（校正後為474例），確診病例新增1例死亡，10天內全台爆1,500餘例本土病例，由於疫情嚴峻，中央流行疫情中心指揮官陳時中與醫療應變組副組長羅一鈞在記者會上說明，關於企業購買快篩試劑使用，會在專家會議上討論、在那些「熱區」增設快篩站、各縣市政府目前開設社區篩（採）檢站的數量，以及快篩試劑的特別使用說明，包括使用快篩的準確度（專一性）、地區盛行率、陽性率與偽陽性之間的關係。
5月21日，台灣本土確診病例單日新增312例（校正後為432例），自5月15日新增本土確診180例起，已經連續7天本土病例個案皆出現三位數，對此，指揮中心指揮官陳時中表示，整體在這段時間，台灣的疫情仍然在高峰中，同時，陳時中也在記者會說明目前防疫物資整備、撥發、儲備量及生產力的情況。
5月22日，台灣本土確診病例單日新增321例（校正後為473例），確診病例新增2例死亡，並公布5月16日至21日經校正回歸新增本土確診400例，這是指揮中心首次以「校正回歸」新增之前數日的本土確診病例數。
5月23日，台灣本土確診病例單日新增287例（校正後為491例），確診病例新增6例死亡，並公布5月16日至22日經校正回歸新增本土確診170例，新增死亡案例數創單日新高。
5月24日，台灣本土確診病例單日新增334例（校正後為502例），確診病例新增6例死亡，並公布5月14日至23日經校正回歸新增本土確診256例，累計826例校正回歸本土確診個案，10天內暴增3,500餘例本土確診。
5月25日，台灣本土確診病例單日新增281例（校正後為499例），確診病例新增6例死亡，並公布5月16日至24日經校正回歸新增本土確診261例，不但本土確診人數向上突破4,000例、校正回歸累計突破1,000例，而且全台19個縣市失守，包括台灣6個直轄市（6都）、10個縣及3個市皆出現本土確診個案。
5月26日，台灣本土確診病例單日新增302例（校正後為532例），確診病例新增11例死亡，並公布5月17日至25日經校正回歸新增本土確診331例，新增死亡案例數創單日新高。
5月27日，台灣本土確診病例單日新增401例（校正後為529例），確診病例新增13例死亡，並公布5月17日至26日經校正回歸新增本土確診266例，新增死亡案例數創單日新高。
5月28日，台灣本土確診病例單日新增297例（校正後為415例），確診病例新增19例死亡，並公布5月16日至27日經校正回歸新增本土確診258例，新增死亡案例數創單日新高，亦超過SARS時期73例死亡人數。
5月29日，台灣本土確診病例單日新增320例（校正後為415例），確診病例新增21例死亡，並公布5月22日至28日經校正回歸新增本土確診166例，新增死亡案例數創單日新高。
5月30日，台灣本土確診病例單日新增266例（校正後為425例），確診病例新增10例死亡，並公布5月25日至29日經校正回歸新增本土確診89例。
5月31日，台灣本土確診病例單日新增274例（校正後為395例），確診病例新增15例死亡，並公布5月16日至30日經校正回歸新增本土確診73例。
6月1日，台灣本土確診病例單日新增262例（校正後為332例），確診病例新增13例死亡，並公布5月23日至31日經校正回歸新增本土確診65例，而5月期間累計本土確診突破7,000例，佔國內總本土確診累計病例達99%。
6月2日，台灣本土確診病例單日新增372例（校正後為488例），確診病例新增12例死亡，並公布5月19日至6月1日經校正回歸新增本土確診177例。
6月3日，台灣本土確診病例單日新增364例（校正後為416例），確診病例新增17例死亡，並公布5月17日至6月2日經校正回歸新增本土確診219例。京元電子證實苗栗竹南鎮廠區有外籍員工確診。
6月4日，台灣本土確診病例單日新增339例（校正後為345例），確診病例新增21例死亡，並公布5月22日至6月3日經校正回歸新增本土確診133例。
6月5日，台灣本土確診病例單日新增476例，確診病例新增37例死亡，並公布5月16日至6月3日經校正回歸新增本土確診35例，新增死亡案例數創單日新高。
6月6日，台灣本土確診病例單日新增335例，確診病例新增36例死亡，並公布5月31日至6月4日經校正回歸新增本土確診8例。根據PCR檢驗結果，京元電子竹南廠有195例確診，外籍移工停班有薪居家隔離，暫不考慮停工。智邦科技竹南廠有12例確診，超豐電子竹南廠同樣有12例確診。
6月7日，台灣本土確診病例單日新增211例，確診病例新增26例死亡。
6月8日，台灣本土確診病例單日新增219例，確診病例新增22例死亡。
6月9日，台灣本土確診病例單日新增274例，確診病例新增25例死亡。
6月10日，台灣本土確診病例單日新增263例，確診病例新增28例死亡。
6月11日，台灣本土確診病例單日新增286例，確診病例新增24例死亡。
6月12日，台灣本土確診病例單日新增250例，確診病例新增26例死亡。
6月13日，台灣本土確診病例單日新增174例，確診病例新增26例死亡。
6月14日，台灣本土確診病例單日新增185例，確診病例新增15例死亡。
6月15日，台灣本土確診病例單日新增132例，確診病例新增8例死亡。
6月16日，台灣本土確診病例單日新增167例，確診病例新增18例死亡。
6月17日，台灣本土確診病例單日新增175例，確診病例新增19例死亡。
6月18日，台灣本土確診病例單日新增187例，確診病例新增21例死亡。
6月19日，台灣本土確診病例單日新增127例，確診病例新增20例死亡。
6月20日，台灣本土確診病例單日新增107例，確診病例新增11例死亡。
6月21日，台灣本土確診病例單日新增75例，確診病例新增20例死亡。
6月22日，台灣本土確診病例單日新增78例，確診病例新增6例死亡。
6月23日，台灣本土確診病例單日新增104例，確診病例新增24例死亡。
6月24日，台灣本土確診病例單日新增129例，確診病例新增6例死亡。
6月25日，台灣本土確診病例單日新增76例，確診病例新增5例死亡。
6月26日，台灣本土確診病例單日新增78例，確診病例新增13例死亡。
6月27日，台灣本土確診病例單日新增88例，確診病例新增9例死亡。
6月28日，台灣本土確診病例單日新增60例，確診病例新增3例死亡。
6月29日，台灣本土確診病例單日新增54例，確診病例新增8例死亡。
6月30日，台灣本土確診病例單日新增55例，確診病例新增5例死亡。
7月1日，台灣本土確診病例單日新增47例，確診病例新增13例死亡。
7月2日，台灣本土確診病例單日新增57例，確診病例新增15例死亡。
7月3日，台灣本土確診病例單日新增76例，確診病例新增10例死亡。
7月4日，台灣本土確診病例單日新增37例，確診病例新增2例死亡。
7月5日，台灣本土確診病例單日新增28例，確診病例新增1例死亡。
7月6日，台灣本土確診病例單日新增27例，確診病例新增17例死亡。
7月7日，台灣本土確診病例單日新增39例，確診病例新增9例死亡。
7月8日，台灣本土確診病例單日新增18例，確診病例新增3例死亡。
7月9日，台灣本土確診病例單日新增32例，確診病例新增12例死亡。
7月10日，台灣本土確診病例單日新增31例，確診病例新增6例死亡。
7月11日，台灣本土確診病例單日新增28例，確診病例新增4例死亡。
7月12日，台灣本土確診病例單日新增23例，確診病例新增1例死亡。
7月13日，台灣本土確診病例單日新增28例，確診病例新增6例死亡。
7月14日，台灣本土確診病例單日新增17例，確診病例新增6例死亡。
7月15日，台灣本土確診病例單日新增14例，確診病例新增6例死亡。
7月16日，台灣本土確診病例單日新增29例，確診病例新增3例死亡。
7月17日，台灣本土確診病例單日新增8例，確診病例新增1例死亡。
7月18日，台灣本土確診病例單日新增15例，確診病例新增4例死亡。
7月19日，台灣本土確診病例單日新增15例，確診病例新增1例死亡。
7月20日，台灣本土確診病例單日新增18例，確診病例新增4例死亡。
7月21日，台灣本土確診病例單日新增16例，確診病例新增5例死亡。
7月22日，台灣本土確診病例單日新增30例，確診病例新增4例死亡。
7月23日，台灣本土確診病例單日新增23例，確診病例新增2例死亡。
7月24日，台灣本土確診病例單日新增24例，確診病例新增2例死亡。
7月25日，台灣本土確診病例單日新增12例。
7月26日，台灣本土確診病例單日新增10例。

## 第二級疫情警戒（2021年7月27日－2022年2月28日）
- 7月27日，台灣本土確診病例單日新增16例，確診病例新增1例死亡[163]。
- 7月28日，台灣本土確診病例單日新增18例[164]。
- 7月29日，台灣本土確診病例單日新增16例[165]。
- 7月30日，台灣本土確診病例單日新增21例[166]。
- 7月31日，台灣本土確診病例單日新增11例[167]。
- 8月1日，台灣本土確診病例單日新增12例，確診病例新增2例死亡[168]。
- 8月2日，台灣本土確診病例單日新增12例[169]。
- 8月3日，台灣本土確診病例單日新增16例，確診病例新增2例死亡[170]。
- 8月4日，台灣本土確診病例單日新增20例[171]。
- 8月5日，台灣本土確診病例單日新增6例[172]。
- 8月6日，台灣本土確診病例單日新增10例，確診病例新增3例死亡[173]。
- 8月7日，台灣本土確診病例單日新增6例，確診病例新增12例死亡[174]。
- 8月8日，台灣本土確診病例單日新增4例，確診病例新增3例死亡[175]。
- 8月9日，台灣本土確診病例單日新增4例，確診病例新增4例死亡[176]。
- 8月10日，台灣本土確診病例單日新增3例，確診病例新增1例死亡[177]。
- 8月11日，台灣本土確診病例單日新增12例，確診病例新增2例死亡[178]。
- 8月12日，台灣本土確診病例單日新增4例，確診病例新增1例死亡[179]。
- 8月13日，台灣本土確診病例單日新增4例，確診病例新增2例死亡[180]。
- 8月14日，台灣本土確診病例單日新增3例，確診病例新增2例死亡[181]。
- 8月15日，台灣本土確診病例單日新增2例[182]。
- 8月16日，台灣本土確診病例單日新增8例[183]。
- 8月17日，台灣本土確診病例單日新增4例[184]。
- 8月18日，台灣本土確診病例單日新增6例[185]。
- 8月19日，台灣本土確診病例單日新增1例，確診病例新增5例死亡[186]。
- 8月20日，台灣本土確診病例單日新增6例，確診病例新增1例死亡[187]。
- 8月21日，台灣本土確診病例單日新增2例，確診病例新增1例死亡[188]。
- 8月22日，台灣本土確診病例單日新增6例[189]。
- 8月23日，台灣本土確診病例單日新增4例[190]。
- 8月24日，台灣本土確診病例單日新增1例，確診病例新增1例死亡[191]。
- 8月25日，台灣確診病例單日新增1例死亡[192]。
- 8月26日，台灣本土確診病例單日新增2例，確診病例新增2例死亡[193]。
- 8月27日，台灣確診病例單日新增1例死亡[194]。
- 8月28日，台灣無新增本土病例及死亡病例[195]。
- 8月29日，台灣本土確診病例單日新增13例，確診病例新增1例死亡[196]。
- 8月30日，台灣本土確診病例單日新增3例[197]。
- 8月31日，台灣本土確診病例單日新增3例，確診病例新增1例死亡[198]。
- 9月1日，台灣本土確診病例單日新增1例，確診病例新增1例死亡[199]。
- 9月2日，台灣本土確診病例單日新增1例，確診病例新增1例死亡[200]。
- 9月3日，台灣本土確診病例單日新增2例[201]。
- 9月4日，台灣無新增本土病例及死亡病例[202]。
- 9月5日，台灣本土確診病例單日新增2例[203]。
- 9月6日，台灣本土確診病例單日新增9例[204]。
- 9月7日，台灣本土確診病例單日新增8例[205]。
- 9月8日，台灣本土確診病例單日新增7例[206]。
- 9月9日，台灣本土確診病例單日新增4例，確診病例新增1例死亡[207]。
- 9月10日，台灣本土確診病例單日新增2例，確診病例新增1例死亡[208]。
- 9月11日，台灣無新增本土病例及死亡病例[209]。
- 9月12日，台灣本土確診病例單日新增3例[210]。
- 9月13日，台灣本土確診病例單日新增2例[211]。
- 9月14日，台灣本土確診病例單日新增2例[212]。
- 9月15日，台灣本土確診病例單日新增1例[213]。
- 9月16日，台灣本土確診病例單日新增2例[214]。
- 9月17日，台灣本土確診病例單日新增2例[215]。
- 9月18日，台灣無新增本土病例及死亡病例[216]。
- 9月19日，台灣本土確診病例單日新增1例，確診病例新增1例死亡[217]。
- 9月20日，台灣本土確診病例單日新增2例[218]。
- 9月21日，台灣無新增本土病例及死亡病例[219]。
- 9月22日，台灣本土確診病例單日新增1例，確診病例新增1例死亡[220]。
- 9月23日，台灣單日無新增本土病例及死亡病例[221]。
- 9月24日，台灣本土確診病例單日新增1例[222]。
- 9月25日，台灣無新增本土病例及死亡病例[223]。
- 9月26日，台灣無新增本土病例及死亡病例[224]。
- 9月27日，台灣確診病例單日新增1例死亡[225]。
- 9月28日，台灣本土確診病例單日新增1例[226]。
- 9月29日，台灣本土確診病例單日新增1例[227]。
- 9月30日，台灣無新增本土病例及死亡病例[228]。
- 10月1日，台灣確診病例單日新增1例死亡[229]。
- 10月2日，台灣無新增本土病例及死亡病例[230]。
- 10月3日，台灣無新增本土病例及死亡病例[231]。
- 10月4日，台灣確診病例單日新增1例死亡[232]。
- 10月5日，台灣無新增本土病例及死亡病例[233]。
- 10月6日，台灣無新增本土病例及死亡病例[234]。
- 10月7日，台灣無新增本土病例及死亡病例[235]。
- 10月8日，台灣確診病例單日新增1例死亡[236]。
- 10月9日，台灣本土確診病例單日新增1例，確診病例新增1例死亡[237]。
- 10月10日，台灣無新增本土病例及死亡病例[238]。
- 10月11日，台灣本土確診病例單日新增1例[239]。
- 10月12日，台灣無新增本土病例及死亡病例[240]。
- 10月13日，台灣無新增本土病例及死亡病例[241]。
- 10月14日，台灣無新增本土病例及死亡病例[242]。
- 10月15日，台灣無新增本土病例及死亡病例[243]。
- 10月16日，台灣確診病例單日新增1例[244]。
- 10月17日，台灣無新增案例及死亡[245]。
- 10月18日，台灣無新增案例及死亡[246]。
- 10月19日，台灣本土確診病例單日新增1例[247]。
- 10月20日，台灣無新增本土確診病例及死亡[248]。
- 10月21日，台灣無新增本土病例及死亡病例[249]。
- 10月22日，台灣本土確診病例單日新增2例[250]。
- 10月23日，台灣無新增本土病例及死亡病例[251]。
- 10月24日，台灣無新增本土病例及死亡病例[252]。
- 10月25日，台灣本土確診病例單日新增2例，確診個案新增1例死亡[253]。
- 10月26日，台灣無新增本土病例及死亡病例[254]。
- 10月27日，台灣無新增本土病例及死亡病例[255]。
- 10月28日，台灣無新增本土病例及死亡病例[256]。
- 10月29日，台灣無新增本土病例及死亡病例[257]。
- 10月30日，台灣無新增本土病例及死亡病例[258]。
- 10月31日，台灣無新增本土病例及死亡病例[259]。
- 11月1日，台灣無新增本土病例及死亡病例[260]。
- 11月2日，台灣無新增本土病例及死亡病例[261]。
- 11月3日，台灣無新增本土病例及死亡病例[262]。
- 11月4日，台灣本土確診病例單日新增1例[263]。
- 11月5日，台灣本土確診病例單日新增1例，經過後續檢驗修正為陰性撤銷該案（案16547）[264]。
- 11月6日，台灣無新增本土病例及死亡病例[265]。
- 11月7日，台灣無新增本土病例及死亡病例[266]。
- 11月8日，台灣無新增本土病例及死亡病例[267]。
- 11月9日，台灣確診病例單日新增1例死亡[268]。
- 11月10日，台灣無新增本土病例及死亡病例[269]。
- 11月11日，台灣無新增本土病例及死亡病例[270]。
- 11月12日，台灣無新增本土病例及死亡病例[271]。
- 11月13日，台灣無新增本土病例及死亡病例[272]。
- 11月14日，台灣無新增本土病例及死亡病例[273]。
- 11月15日，台灣無新增本土病例及死亡病例[274]。
- 11月16日，台灣無新增本土病例及死亡病例[275]。
- 11月17日，台灣無新增本土病例及死亡病例[276]。
- 11月18日，台灣無新增本土病例及死亡病例[277]。
- 11月19日，台灣無新增本土病例及死亡病例[278]。
- 11月20日，台灣無新增本土病例及死亡病例[279]。
- 11月21日，台灣無新增本土病例及死亡病例[280]。
- 11月22日，台灣無新增本土病例及死亡病例[281]。
- 11月23日，台灣無新增本土病例及死亡病例[282]。
- 11月24日，台灣無新增本土病例及死亡病例[283]。
- 11月25日，台灣無新增本土病例及死亡病例[284]。
- 11月26日，台灣無新增本土病例及死亡病例[285]。
- 11月27日，台灣無新增本土病例及死亡病例[286]。
- 11月28日，台灣無新增本土病例及死亡病例[287]。
- 11月29日，台灣無新增本土病例及死亡病例[288]。
- 11月30日，台灣無新增本土病例及死亡病例[289]。
- 12月1日，台灣無新增本土病例及死亡病例[290]。
- 12月2日，台灣無新增本土病例及死亡病例[291]。
- 12月3日，台灣無新增本土病例及死亡病例[292]。
- 12月4日，台灣無新增本土病例及死亡病例[293]。
- 12月5日，台灣無新增本土病例及死亡病例[294]。
- 12月6日，台灣無新增本土病例（校正後為1例）及死亡病例[295]。
- 12月7日，台灣無新增本土病例及死亡病例[296]。
- 12月8日，台灣無新增本土病例及死亡病例[297]。
- 12月9日，台灣無新增本土病例及死亡病例[298]。
- 12月10日，台灣無新增本土病例（校正後為1例）及死亡病例[299]。
- 12月11日，台灣無新增本土病例（校正後為1例）及死亡病例[300]。
- 12月12日，台灣無新增本土病例及死亡病例[301]。
- 12月13日，台灣無新增本土病例（校正後為1例）及死亡病例[302]。
- 12月14日，台灣無新增本土病例（校正後為2例）及死亡病例[303]。
- 12月15日，台灣無新增本土病例（校正後為1例），確診病例單日新增1例死亡[304]。
- 12月16日，台灣本土確診病例單日新增1例[305]。
- 12月17日，台灣無新增本土病例及死亡病例，並公布12月6日至15日經校正回歸新增本土確診7例[306]。
- 12月18日，台灣無新增本土病例及死亡病例[307]。
- 12月19日，台灣確診病例單日新增1例死亡[308]。
- 12月20日，台灣無新增本土病例及死亡病例[309]。
- 12月21日，台灣無新增本土病例及死亡病例[310]。
- 12月22日，台灣無新增本土病例及死亡病例[311]。
- 12月23日，台灣無新增本土病例及死亡病例[312]。
- 12月24日，台灣無新增本土病例及死亡病例[313]。
- 12月25日，台灣無新增本土病例及死亡病例[314]。
- 12月26日，台灣無新增本土病例及死亡病例[314]。
- 12月27日，台灣本土確診病例單日新增1例[315]。
- 12月28日，台灣無新增本土病例及死亡病例[316]。
- 12月29日，台灣無新增本土病例（校正後為2例）及死亡病例[317]。
- 12月30日，台灣無新增本土病例及死亡病例[318]。
- 12月31日，台灣無新增本土病例（校正後為1例）及死亡病例[319]。

## 外部連結
- （繁體中文）（英文）衛生福利部疾病管制署（页面存档备份，存于）